# Punta Manara
Punta Manara è un promontorio di forma triangolare proteso nel Golfo del Tigullio, che si estende nel comune di Sestri Levante, tra il capoluogo comunale e la frazione di Riva Trigoso, in provincia di Genova, soggetto a tutela ambientale dal 1977.
Meta di molti turisti da tutto il mondo, è una delle escursioni più apprezzate dai visitatori della città. Posta all'estremo ponente del golfo, propone straordinari scorci della costa e molte specie animali e vegetali che abitano la macchia mediterranea.
Il promontorio ha un'estensione di circa 190 ettari di cui circa 50 sono occupati interamente da una lecceta, mentre gli spazi rimanenti sono divisi fra macchia mediterranea alta (leccio, corbezzolo, erica) e un piccolo lembo di sugherata, mentre il popolamento vegetale più esteso è rappresentato dal pino marittimo che copre la quota massima del promontorio, Monte Castello, ad un'altitudine di 265 metri sul livello del mare. In questa parte del promontorio sono ancora visibili i ruderi di un fortilizio di antica costruzione e uno più recente, utilizzati dalla Milizia Territoriale e dai militari della Germania nazista durante la seconda guerra mondiale.

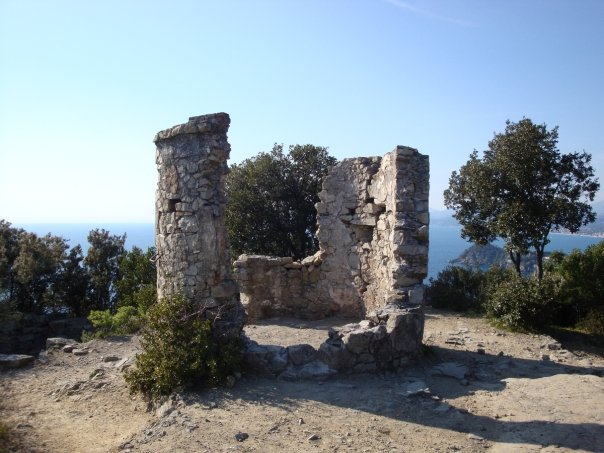
Torre saracena

Nelle vicinanze dell'estremità di levante del Golfo, nel cuore dell'area naturale protetta, si possono osservare i ruderi, ancora ben conservati, dell'antica torre saracena, edificata nel periodo cinquecentesco, che si erge a circa 140 metri di altezza rispetto al livello del mare. Di importanza strategica, la torre è stata per molto tempo un ottimo punto di avvistamento per il controllo del fronte marino essendo posta circa sulla stessa linea di Punta Chiappa e di Punta Mesco, altri punti di riferimento costiero.
Il versante nord raccoglie le acque convogliate dal Rio Ravino, che si attraversa percorrendo il sentiero di mezzacosta. Pur essendo di portata molto modesta, esso raccoglie l'acqua di alcuni piccoli affluenti ed è un'utile risorsa idrica per i campi coltivati ad orto e ulivi della località di Ginestra. La piovosità annua della zona è di circa 1.200 mm.

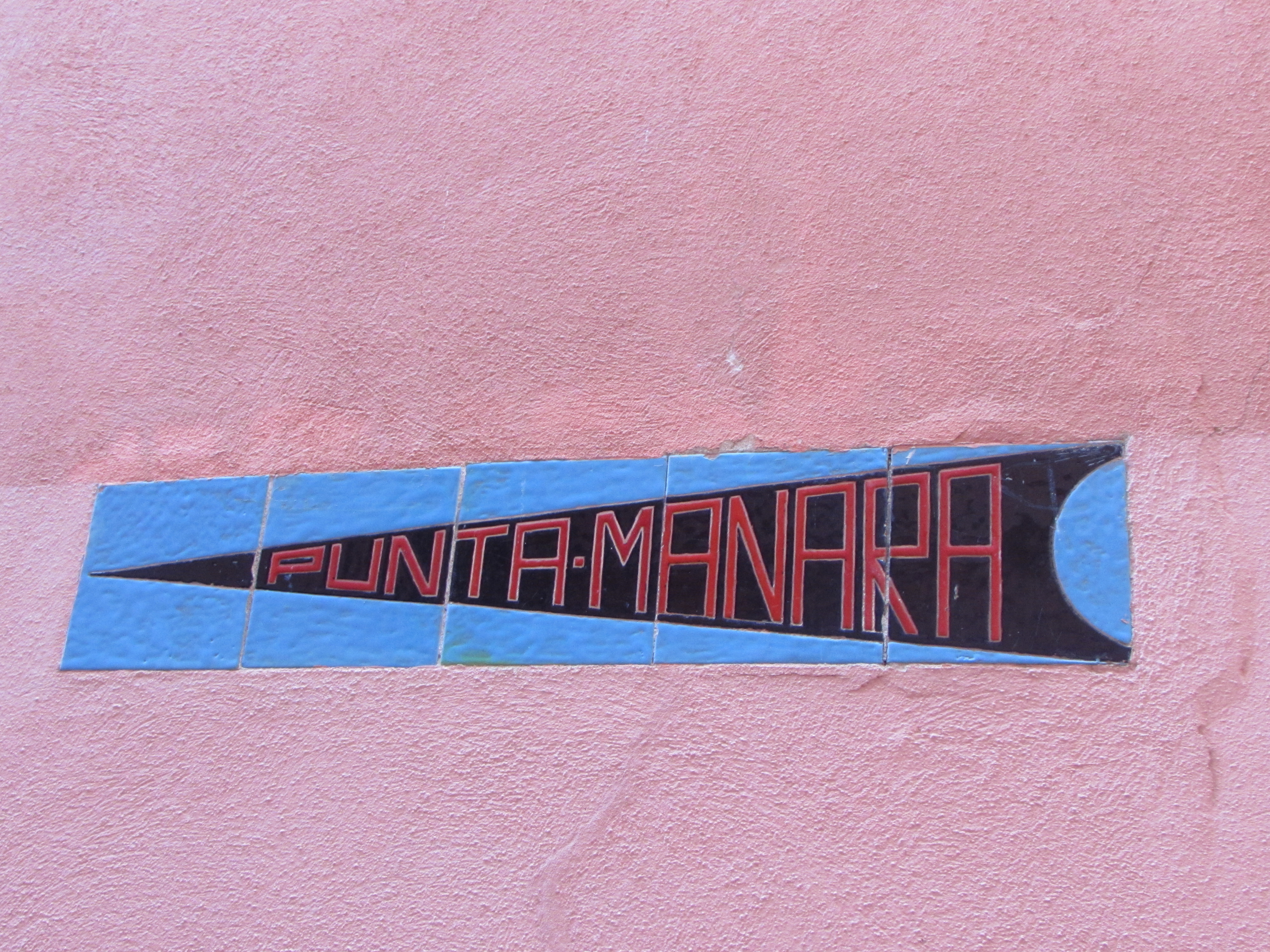
Indicazione dell'inizio del sentiero per Punta Manara, nel centro storico di Sestri Levante

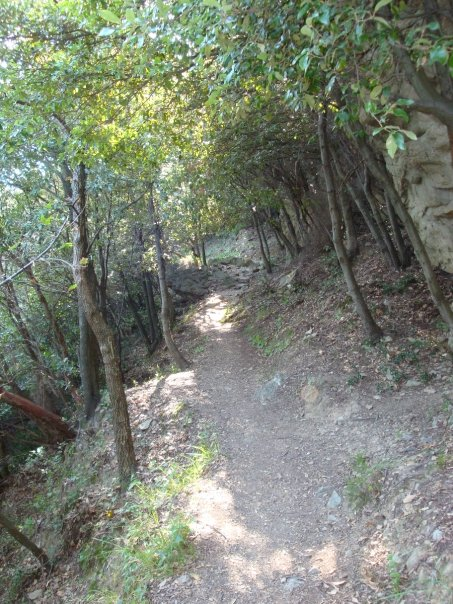
Vista del sentiero per Punta Manara

Punta Manara può essere raggiunta esclusivamente attraverso i sentieri che si inerpicano sul promontorio sovrastante Sestri Levante. Un sentiero parte proprio dai vicoli del centro storico di Sestri Levante: dopo una serie di gradini che portano fuori dal paese, inizia una passeggiata in salita, che si inoltra nella tipica vegetazione ligure. Giunti a Punta Manara si può proseguire con il sentiero e scendere a Riva Trigoso, attraverso una passeggiata molto più ripida che attraversa campi di ginestre e orti.
Sul promontorio è segnalato il cosiddetto Sentiero Natura (vedi cartina) che costituisce un itinerario escursionistico di rara bellezza nel panorama naturalistico ligure. Una parte del sentiero, inoltre, è adibita a percorso botanico con cartelli illustrativi che descrivono le specie vegetali che si incontrano lungo il cammino.
Vicino all'estremità del promontorio, nel punto d'incontro dei sentieri principali, è presente il Bivacco Manara, attrezzato per il pernottamento. La struttura è gestita dalla Pro loco di Sestri Levante.

## Flora
Pur avendo un'estensione limitata, il promontorio di Punta Manara presenta nei suoi tre versanti (occidentale, orientale e settentrionale) una vegetazione molto diversificata. Alcune fra le specie vegetali presenti sul promontorio sono: corbezzolo, finocchio selvatico, finocchio marino, mirto, cisto, erica arborea, lentisco, ginestra. Le specie arboree presenti sono: ontano nero, leccio, sughero, pino marittimo.

Per gli appassionati, lungo il sentiero che raggiunge Punta Manara, sono posti dei cartelli in cui viene descritta la flora che si attraversa.